# خلية عديمة الواسمات

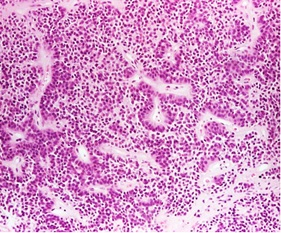
صورة حقيقة لورم غدي في الخلايا عديمة الواسمات.

الخلايا عديمة الواسمات (بالإنجليزية: Null cells)‏، هي خلايا لمفاوية محببة كبيرة تتطور داخل نخاع العظام وتهاجم مسببات الأمراض والخلايا غير الطبيعية. لا تحتوي هذه الخلايا على مستقبلات مثل تلك التي تجدها عادةً على الخلايا البائية الناضجة (B cells)، أو الخلايا التائية (T cell). هناك سمات شائعة تتمثل في عدم تصنيف الخلايا عديمة الواسمات إلى علامات سطحية في الخلايا البائية والخلايا التائية الناضجة. الخلايا عديمة الواسمات هي في الواقع، خلايا تائية تُخفق في التعبير عن CD2 (علامة محددة للخلايا التائية والخلايا الفاتكة الطبيعية، يمكن استخدامه في الكيمياء الهيستولوجية المناعية لتحديد وجود هذه الخلايا في أقسام الأنسجة).مع أنها خلايا لمفاوية محببة كبيرة، إلا أنها لا تزل صغيرة نسبيًا ومعادية للون. عند استخدام مصطلح chromophobic (غير محب للون)، فإنه يعني عند النظر إليه تحت المجهر الضوئي، تبدو هذه الخلايا صغيرة. توجد الخلايا عديمة الواسمات بأعداد صغيرة في الأعضاء اللمفاوية، ولكنها غالبًا ما توجد في الأنسجة غير اللمفاوية. في حين أنها لا تحتوي على هرمونات الغدة النخامية الأمامية المعروفة في السيتوبلازم، إلا أنها تحتوي على حبيبات إفرازية قد تحتوي على خصائص مختلفة مثل؛ قطع هرمونية، أو سلفات، أو مواد غير فعالة بيولوجياً. تعدّ هذه الخلايا تصويراً لخلايا الراحة، أو سلائف لأنواع مختلفة من الخلايا، أو نوع خلية غير معروف.
تمثل الخلايا عديمة الواسمات نسبة صغيرة من الخلايا اللمفاوية الموجودة في الكائن الحي. إنهم سريعون في التصرف في وجود مسببات الأمراض مثل الفيروسات ومهاجمة الخلايا المصابة بالفيروس أو الخلايا السرطانية بطريقة غير مقيدة بمضادات الالتهاب الرئوي المزمن. ازداد عدد الخلايا عديمة الواسمات بمرور الوقت في المجموعات الفرعية للخلايا أحادية النواة. الخلايا أحادية النواة، هي خلايا الدّم التي تحتوي على نواة مستديرة وأحادية مثل الخلايا اللمفاوية والوحيدات. وتسمى الخلايا أحادية النواة في الدَّم المحيطي (PBMC)، عند عزلها عن الدورة الدموية. ومع ذلك، توجد في أماكن أخرى، مثل الحبل السري والطحال ونخاع العظم. مع زيادة الخلايا عديمة الواسمات خلال الاستجابة المناعية، يُعتقد أن هذه التغييرات ناتجة عن عيوب مرتبطة بتقدم الجهاز المناعي في السن ويمكن استخدامها كتمثيل لجهاز مناعي صحي في المجموعة العمرية السليمة، التي ترتبط بالبقاء.
توجد الخلايا عديمة الواسمات بأعداد صغيرة في الأعضاء اللمفاوية ولكنها غالبًا ما توجد في الأنسجة غير اللمفاوية. إن تراكم مجموعات اللمفاويات الفرعية في الأنسجة المختلفة هو نتيجة لعدة آليات. الآلية الأولى إذا كانت داخل العضو ينظمها تفاعل جزيئات الالتصاق مع الخلايا البطانية والخلايا اللمفاوية؛ والثانية تسمى «عبور» الخلايا اللمفاوية  بواسطة قوس العضو، وأخيراً، تكون الخطوة الأخيرة للآلية مباشرة إلى الدَّم أو الأوعية اللمفاوية. تعدّ مرحلة العبور حاسمة حيث يمكن أن تخضع الخلايا اللمفاوية للموت المبرمج (انقطاع الطعم) أو يمكن تنشيطها لبدء الانتشار. وهذا يعطي عدد الخلايا اللمفاوية الموجودة في أي عضو في أي وقت.
تنضج الخلايا اللمفاوية بشكل ظاهري ووظيفي على حد سواء لفترة من الوقت بعد الولادة. ستنخفض الخلايا اللمفاوية عديمة الواسمات بشكل مطرد مع وجود زيادة مرتبطة في الخلايا اللمفاوية التائية والبائية من ست وخمسين يومًا من الحمل إلى ثماني أسابيع. عند استخدام خط خلوي مصنوع عن طريق استنساخ خلية دَم بيضاء أصلية (أجسام مضادة أحادية النسيلة)، هناك أدلة على إعادة تدوير الخلايا اللمفاوية، لا سيما في المجموعات الفرعية للخلايا عديمة الواسمات الموجودة من الفضاءات القصبية السلامية إلى العقد اللمفاوية الإقليمية التي تستنزف.
كما تم العثور على خلايا عديمة الواسمات في بعض أنواع السرطان. في الغدة النخامية، وتم العثور على أورام غدية في الخلايا عديمة الواسمات. تحتوي هذه الأورام والأورام الغدية غير العاملة على خلايا عديمة الواسمات حيث احتلَّت حوالي 20% منها. كما عُثر على خلايا عديمة الواسمات في الغشاء الغدي غير الورمي، مما يشير إلى أن الأورام الغدية في الخلايا عديمة الواسمات مشتقة من الخلايا عديمة الواسمات الحميدة الموجودة مسبقاً.

## روابط خارجية
- Null+cells في المكتبة الوطنية الأمريكية للطب نظام فهرسة المواضيع الطبية (MeSH).